# ديفيد جيمس
ديفيد بنجامين جيمس (بالإنجليزية: David James)، من مواليد 1 أغسطس 1970 في غاردن سيتي في إنجلترا، لاعب كرة قدم إنجليزي سابق.
بدأ مسيرته الكروية مع نادي واتفورد في عام 1990، ولعب معهم حتى عام 1992، وشارك معهم في 89 مباراة، وفي عام 1992 انتقل إلى نادي ليفربول، ولعب معهم حتى عام 1999، وشارك معهم في 216 مباراة، وفي عام 1999 انتقل إلى نادي أستون فيلا، ولعب معهم حتى عام 2001، وشارك معهم في 67 مباراة، وفي عام 2001 انتقل إلى نادي وست هام يونايتد، ولعب معهم حتى عام 2004، وشارك معهم في 91 مباراة، وفي عام 2004 انتقل إلى نادي مانشستر سيتي، ولعب معهم حتى عام 2006، وشارك معهم في 93 مباراة، ومنذ عام 2006 وهو يلعب مع نادي بورتسموث.
و قد لعب مع منتخب إنجلترا لكرة القدم منذ عام 1997 وحتى عام 2010، وشارك معهم في 53 مباراة.

## مسيرته الكروية

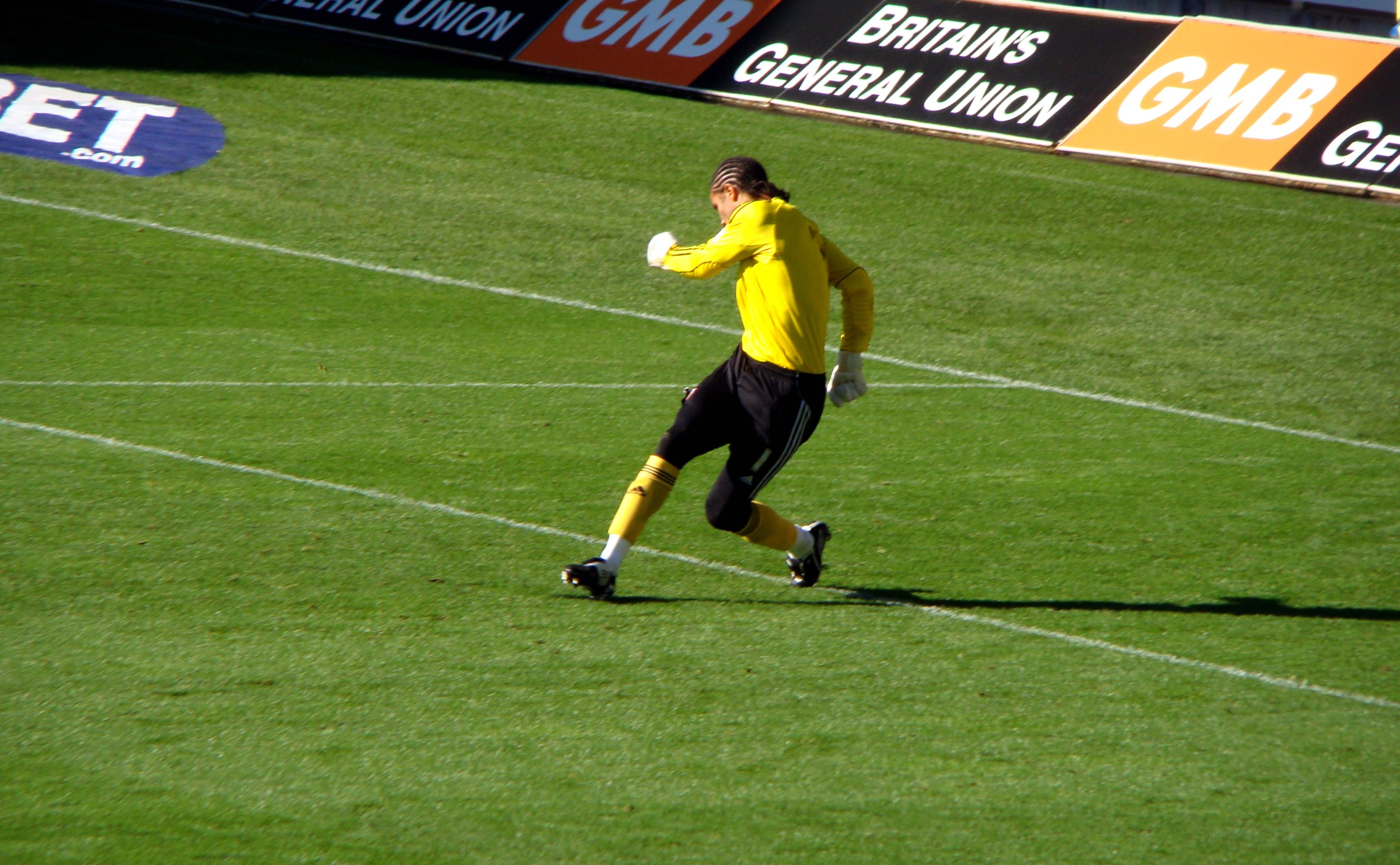
ديفيد جيمس

لعب ديفيد جيمس خلال مسيرته الاحترافية مع 10 أندية في سبعة وعشرون موسمًا ولم يسجل خلالها أي هدف ضمن 817 مباراة. ولم يفز بأي موسم بالكأس أو بالدوري.
خاض ديفيد جيمس مسيرته مع نادي واتفورد في موسم 1989–90 واستمر معه طيلة ثلاثة مواسم، مشاركًا في 89 مباراة ولم يسجل أي هدف. ثم انتقل إلى نادي ليفربول في موسم 1992–93 ليلعب معه سبعة مواسم، حيث شارك في 214 مباراة ولم يسجل أي هدف أيضًا. لينتقل بعدها إلى نادي أستون فيلا في موسم 1999–00 ولمدة موسمين، مشاركًا في 67 مباراة ولم يسجل أي هدف أيضًا. ثم انتقل إلى نادي وست هام يونايتد في موسم 2001–02 واستمر معه طيلة ثلاثة مواسم، مشاركًا في 91 مباراة ولم يسجل أي هدف أيضًا. هذا وانتقل لاحقًا إلى نادي مانشستر سيتي في موسم 2003–04 واستمر معه طيلة ثلاثة مواسم، مشاركًا في 93 مباراة ولم يسجل أي هدف أيضًا. ثم انتقل بعدها إلى نادي بورتسموث في موسم 2006–07 ليلعب معه أربعة مواسم، مشاركًا في 134 مباراة ولم يسجل أي هدف أيضًا. ليعود وينتقل من جديد، لكن هذه المرة إلى نادي بريستول سيتي في موسم 2010–11 ولمدة موسمين، مشاركًا في 81 مباراة ولم يسجل أي هدف أيضًا. لينتقل بعدها إلى نادي بورنموث في موسم 2012–13 لمدة موسم واحد، مشاركًا في 19 مباراة ولم يسجل أي هدف أيضًا. ثم لعب في نادي آي بي في ما بين عامي 2013 و2014 لمدة موسم واحد، مشاركًا في 17 مباراة ولم يسجل أي هدف أيضًا. ليعود ويرتحل عنه إلى نادي كيرلا بلاستيرز ما بين عامي 2014 و2015 لمدة موسم واحد، مشاركًا في 12 مباراة ولم يسجل أي هدف أيضًا.

## روابط خارجية
- ديفيد جيمس على موقع IMDb (الإنجليزية)
- ديفيد جيمس على موقع قاعدة بيانات الفيلم (الإنجليزية)

- ديفيد جيمس على موقع الاتحاد الدولي (مؤرشف)  (الإنجليزية)
- ديفيد جيمس على موقع الاتحاد الأوربي (الإنجليزية)
- ديفيد جيمس على موقع قاعدة بيانات كرة القدم.إي يو (الإنجليزية)
- ديفيد جيمس على موقع ناشيونال فوتبول تيمز (الإنجليزية)
- ديفيد جيمس على موقع Soccerbase.com (لاعب) (الإنجليزية)
- ديفيد جيمس على موقع Soccerway.com (الإنجليزية)
- ديفيد جيمس على موقع عالم كرة القدم.نت (الإنجليزية)